# Yandangornis longicaudus
Yandangornis longicaudus — викопний вид примітивних птахів або базальних тероподних динозаврів, що існував наприкінці крейдового періоду, 85 млн років тому.

## Скам'янілості
Скам'янілі рештки виду знайдені у відкладеннях формації Таншан у провінції Чжецзян на сході Китаю. Описаний по майже цілому, добре збереженому скелету. Голотип зберігається в колекції Музею природознавства Чжецзяна.